# Baschleiden
Baschleiden (Luxemburgs: Baschelt) is een plaats in de gemeente Boulaide en het kanton Wiltz in Luxemburg.
Baschleiden telt 176 inwoners (2001).

## Geschiedenis
Baschleiden behoorde vroeger tot de gemeente Mecher, maar werd tijdens een gemeentelijke herindeling in Luxemburg in 1823 overgeheveld naar de gemeente Boulaide.